# ناحیه بوقاعه
ناحیه بوقاعه (به عربی: دائرة بوقاعة) یک ناحیه در الجزایر است که در استان سطیف واقع شده‌است.